# Orden alemana (Alemania nazi)
La Orden Alemana (Deutsche Orden) fue la más importante condecoración otorgada por el Partido Nacionalsocialista Obrero Alemán (NSDAP) en el Tercer Reich. 
Todas las condecoraciones nacionalsocialistas se consideran en la República Federal de Alemania propaganda anticonstitucional. Su fabricación, transporte o difusión están prohibidas.

## En la Alemania Nazi

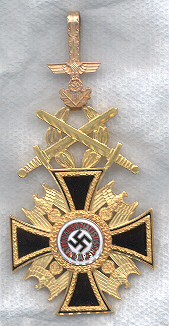
La Orden Alemana con corona de laurel y espadas

La Orden era una condecoración personal de Hitler,  concedida, exclusivamente, a aquellos que habían demostrado un valor extremo en los servicios prestados al Estado o al partido.  Por esa razón, en el reverso de la medalla, aparecía la firma del Führer y era popularmente conocida como la “Orden de Hitler”. Según Hitler, "era el más alto honor [...], que un alemán podía recibir de su pueblo." 
La primera Orden fue entregada por Adolf Hitler, el 12 de febrero de 1942, en el funeral del ministro Fritz Todt, a título póstumo. El segundo otorgamiento fue realizado en el funeral del SS-Obergruppenführer, Reinhard Heydrich en junio del mismo año.
El diseño fue de Benno de Arent y su fabricante la empresa Wilhelm Deumer en Lüdenscheid.
La condecoración consistía en una cruz de hierro,  con esmalte en negro y ribetes en oro, con el emblema del partido en el centro. 

## Categorías
- 1. Cruz de Oro con Corona de laurel y espadas (Halsorden)
- 2. Cruz de Oro (Halsorden)
- 3. Cruz De Oro (Steckkreuz)

## Receptores
- Fritz Todt, a título póstumo, el 12 de febrero de 1942
- Reinhard Heydrich, a título póstumo, el 9 de junio de 1942
- Adolf Hühnlein, a título póstumo, el 21 de junio de 1942
- Viktor Lutze, a título póstumo, el 7 de mayo de 1943
- Adolf Wagner, a título póstumo, el 17 de abril de 1944
- José Bürckel, a título póstumo, el 3 de octubre de 1944
- Rudolf Schmundt, a título póstumo, el 7 de octubre de 1944
- Konstantin Hierl, el 24 de febrero de 1945, como Sonderstufe, en la cual se sustituyeron la corona de laurel y las espadas por una hojas doradas de roble con espadas (similar a la cruz de caballero de la Cruz de Hierro)
- Karl Hanke, el 12 de abril de 1945
- Karl Holz, el 19 de abril de 1945
- Artur Axmann, el 28 de abril de 1945

## Literatura
- Jörg Nimmergut: Orden Alemana, en: Info - La Revista actual de la Orden, Militaria y la historia Contemporánea. Edición De octubre de 1988.
- Enrique Doehle: Los Premios de la Großdeutschen Imperio Orden, Insignia, Insignia. Berlín, 1945, ISBN 3-931533-43-3.
- Jörg Nimmergut: Deutsche Orden, honores y condecoraciones hasta 1945. Tomo 4. Württemberg II Imperio Alemán. Oficina central de Científicos Ordenskunde, Múnich, 2001, ISBN 3-00-001396-2.